# Атанас Палчев
Атанас Палчев е български революционер, деец на Вътрешната македоно-одринска революционна организация.

## Биография
Атанас Палчев е роден на 20 април 1873 година в костурското село Косинец, тогава в Османската империя. В 1894 година завършва без зрелостно свидетелство с шестия випуск педагогическите курсове на Солунската българска мъжка гимназия. Става учител в Дъмбени. Присъединява се към ВМОРО и е избран за член на Изпълнителния комитет на ВМОРО в Косинец, заедно с Дельо Марковски, Христо Руков и Митре Пировски.
През 1906 година дейците на ВМОРО Атанас Кършаков и Пандо Кляшев залавят шифрирана кореспонденция между поп Ставрос Цамис и леринския ръководител на гръцката въоръжена пропаганда Костас Кондрос (Кондру). Писмата са разшифровани от Атанас Палчев и Никола Калановски, след което са предадени на Кузо Блацки, който успява да убие поп Ставрос.